# Azeglio Vicini
Azeglio Vicini (Cesena, 20 marzo 1933 – Brescia, 30 gennaio 2018) è stato un calciatore e allenatore di calcio italiano, di ruolo mediano.

## Biografia
Sposato, ha avuto tre figli.
È morto a Brescia, la città dove risiedeva dal 1963, il 30 gennaio 2018 all'età di 84 anni; i funerali si sono svolti nel Duomo nuovo, con la presenza delle alte cariche federali italiane e di molti ex giocatori.
È stato sepolto nel cimitero di Cesenatico.

## Caratteristiche tecniche

### Allenatore
Alla guida della nazionale, Vicini espresse un gioco «all'italiana» che assunse, tuttavia, connotazioni piuttosto innovative, senza risultare eccessivamente difensivista.

## Carriera

### Giocatore
Nei primi anni di carriera si mette in luce contribuendo alla promozione in massima serie del L.R. Vicenza, club con cui fa il suo esordio in Serie A il 25 settembre 1955 nella gara interna con l'Internazionale (0-2). Passa alla Sampdoria e con i blucerchiati disputa sette campionati consecutivi nella massima serie, prima di scendere in Serie B con la maglia del Brescia.
Con le "rondinelle" esordisce il 15 settembre 1963 a Varese in Varese-Brescia (4-0), sfiorando la promozione, che ottiene l'anno successivo contribuendo a riportare il Brescia in Serie A dopo 17 anni di cadetteria. A Brescia chiude la carriera di calciatore e nel 1967-68 incomincia quella di allenatore, che gli darà grandi soddisfazioni.

### Allenatore
La sua prima esperienza è sulla panchina del Brescia, nel campionato 1967-68, e si concluderà con la retrocessione delle rondinelle in Serie B. Già nel 1968, a soli trentacinque anni, entra a far parte del Settore Tecnico della FIGC. Il primo incarico di una certa rilevanza è però la guida della nazionale Under-23, affidatagli nella stagione 1975-76, con la quale disputa il campionato europeo di categoria.

Vicini all'epoca del suo incarico di selezionatore delle nazionali azzurre U-21 e U-23

Nel 1976 gli viene affidata l'Under-21 (dopo che la UEFA ha riservato il campionato europeo giovanile a tali nazionali), incarico che porterà avanti per ben dieci anni. Ai campionati europei Under-21 ottiene tre volte la qualificazione ai quarti di finale (1978, 1980 e 1982), arrivando alla semifinale nel 1984; nell'edizione del 1986 si piazzò al secondo posto, perdendo ai rigori la finale contro la Spagna.
Dopo il Mondiale 1986 fu chiamato sulla panchina della nazionale A, per sostituire Bearzot. Richiamò subito Franco Baresi e diede un ruolo centrale a Gianluca Vialli in attacco, che divenne uno dei pilastri del gruppo azzurro. Visto il declino della generazione Mundial degli ex campioni del Mondo, promosse molti giovani provenienti dalla sua Under-21, con i quali partecipò alle qualificazioni europee. Ottenuto in anticipo l'accesso alla fase finale, scelse Bergomi come nuovo capitano e inserì anche Paolo Maldini nel gruppo. All'Europeo 1988 in Germania Ovest la squadra raggiunse le semifinali, venendo battuta dall'Unione Sovietica.
Dopo l'Europeo fece esordire - tra gli altri - Roberto Baggio, che con Salvatore Schillaci compose il duo d'attacco azzurro al Mondiale 1990 giocato in casa. L'Italia superò a punteggio pieno il suo raggruppamento, per poi accedere alle semifinali senza alcun gol al passivo; venne quindi sconfitta ai rigori dall'Argentina, dovendosi accontentare di competere con l'Inghilterra per la medaglia di bronzo. Il terzo posto, conquistato battendo per 2-1 gli inglesi, fu vissuto più come un fallimento che come un successo.
Nel corso del 1991, il rapporto di Vicini col presidente federale Matarrese iniziò tuttavia ad incrinarsi; fallita la qualificazione all'Europeo 1992, fu rimpiazzato da Arrigo Sacchi.
Complessivamente, Vicini partecipò a sei Mondiali a partire dal 1970, quando assieme a Bearzot fu collaboratore di Valcareggi. Nel vittorioso Mondiale del 1982 fece parte dello staff tecnico, seguì come osservatore la semifinale tra Germania e Francia e venne intervistato dal telecronista RAI Giorgio Martino alla fine del primo tempo.
La sua carriera da allenatore ebbe le ultime tappe sulle panchine di Cesena e Udinese, prima di svolgere l'incarico di consigliere tecnico del Brescia. È poi stato presidente del Settore Tecnico della FIGC, venendo sostituito da Roberto Baggio nell'estate 2010.

## Statistiche

### Statistiche da allenatore

#### Club
| Stagione        | Squadra         | Campionato      | Campionato | Campionato | Campionato | Campionato | Coppe nazionali | Coppe nazionali | Coppe nazionali | Coppe nazionali | Coppe nazionali | Coppe continentali | Coppe continentali | Coppe continentali | Coppe continentali | Coppe continentali | Altre coppe | Altre coppe | Altre coppe | Altre coppe | Altre coppe | Totale | Totale | Totale | Totale | % Vittorie |
| Stagione        | Squadra         | Comp            | G          | V          | N          | P          | Comp            | G               | V               | N               | P               | Comp               | G                  | V                  | N                  | P                  | Comp        | G           | V           | N           | P           | G      | V      | N      | P      | %          |
| --------------- | --------------- | --------------- | ---------- | ---------- | ---------- | ---------- | --------------- | --------------- | --------------- | --------------- | --------------- | ------------------ | ------------------ | ------------------ | ------------------ | ------------------ | ----------- | ----------- | ----------- | ----------- | ----------- | ------ | ------ | ------ | ------ | ---------- |
| 1967-1968       | Brescia         | A               | 30         | 8          | 6          | 16         | CI              | 1               | 0               | 0               | 1               | -                  | -                  | -                  | -                  | -                  | -           | -           | -           | -           | -           | 31     | 8      | 6      | 17     | 25,81      |
| mar.- giu. 1993 | Cesena          | B               | 14         | 6          | 6          | 2          | CI              | 0               | 0               | 0               | 0               | -                  | -                  | -                  | -                  | -                  | -           | -           | -           | -           | -           | 14     | 6      | 6      | 2      | 42,86      |
| lug.- set. 1993 | Udinese         | A               | 6          | 1          | 1          | 4          | CI              | 1               | 1               | 0               | 0               | -                  | -                  | -                  | -                  | -                  | -           | -           | -           | -           | -           | 7      | 2      | 1      | 4      | 28,57      |
| Totale carriera | Totale carriera | Totale carriera | 50         | 15         | 13         | 22         |                 | 2               | 1               | 0               | 1               |                    | -                  | -                  | -                  | -                  |             | -           | -           | -           | -           | 52     | 16     | 13     | 23     | 30,77      |

#### Nazionale nel dettaglio
| 1986-1987        | Italia        | Qual. Euro 1988 | 1º nel Gruppo 2, qualificato              | 8  | 6  | 1  | 1 | 75,00 | 16 | 4  | +12 |
| 1988             | Italia        | Euro 1988       | Semifinale                                | 4  | 2  | 1  | 1 | 50,00 | 4  | 3  | +1  |
| 1990-1991        | Italia        | Mondiale 1990   | 3º                                        | 7  | 6  | 1  | 0 | 85,71 | 10 | 2  | +8  |
| 1990-1991        | Italia        | Scania Cup      | Vincitore                                 | 2  | 1  | 1  | 0 | 50,00 | 3  | 1  | +2  |
| 1990-1991        | Italia        | Qual. Euro 1992 | Fine incarico da C.T. dopo il 6º incontro | 6  | 2  | 3  | 1 | 33,33 | 9  | 4  | +5  |
| Dal 1986 al 1991 | Italia        | Amichevoli      |                                           | 27 | 15 | 8  | 4 | 55,56 | 34 | 10 | +24 |
| Totale Italia    | Totale Italia | Totale Italia   | Totale Italia                             | 54 | 32 | 15 | 7 | 59,26 | 76 | 24 | +52 |

#### Panchine da commissario tecnico della nazionale italiana
| Cronologia completa delle presenze e delle reti in nazionale ― Italia | Cronologia completa delle presenze e delle reti in nazionale ― Italia | Cronologia completa delle presenze e delle reti in nazionale ― Italia | Cronologia completa delle presenze e delle reti in nazionale ― Italia | Cronologia completa delle presenze e delle reti in nazionale ― Italia | Cronologia completa delle presenze e delle reti in nazionale ― Italia | Cronologia completa delle presenze e delle reti in nazionale ― Italia   | Cronologia completa delle presenze e delle reti in nazionale ― Italia |
| Data                                                                  | Città                                                                 | In casa                                                               | Risultato                                                             | Ospiti                                                                | Competizione                                                          | Reti                                                                    | Note                                                                  |
| --------------------------------------------------------------------- | --------------------------------------------------------------------- | --------------------------------------------------------------------- | --------------------------------------------------------------------- | --------------------------------------------------------------------- | --------------------------------------------------------------------- | ----------------------------------------------------------------------- | --------------------------------------------------------------------- |
| 8-10-1986                                                             | Bologna                                                               | Italia                                                                | 2 – 0                                                                 | Grecia                                                                | Amichevole                                                            | 2 Giuseppe Bergomi                                                      | Cap:A. Altobelli                                                      |
| 15-11-1986                                                            | Milano                                                                | Italia                                                                | 3 – 2                                                                 | Svizzera                                                              | Qual. Euro 1988                                                       | 2 Alessandro Altobelli Roberto Donadoni                                 | Cap:A. Cabrini                                                        |
| 6-12-1986                                                             | La Valletta                                                           | Malta                                                                 | 0 – 2                                                                 | Italia                                                                | Qual. Euro 1988                                                       | Alessandro Altobelli Riccardo Ferri                                     | Cap:A. Altobelli                                                      |
| 24-1-1987                                                             | Bergamo                                                               | Italia                                                                | 5 – 0                                                                 | Malta                                                                 | Qual. Euro 1988                                                       | 2 Alessandro Altobelli Salvatore Bagni Giuseppe Bergomi Gianluca Vialli | Cap:A. Cabrini                                                        |
| 14-2-1987                                                             | Lisbona                                                               | Portogallo                                                            | 0 – 1                                                                 | Italia                                                                | Qual. Euro 1988                                                       | Alessandro Altobelli                                                    | Cap:A. Cabrini                                                        |
| 18-4-1987                                                             | Colonia                                                               | Germania Ovest                                                        | 0 – 0                                                                 | Italia                                                                | Amichevole                                                            | -                                                                       | Cap:A. Altobelli                                                      |
| 28-5-1987                                                             | Oslo                                                                  | Norvegia                                                              | 0 – 0                                                                 | Italia                                                                | Amichevole                                                            | -                                                                       | Cap:A. Altobelli                                                      |
| 3-6-1987                                                              | Stoccolma                                                             | Svezia                                                                | 1 – 0                                                                 | Italia                                                                | Qual. Euro 1988                                                       | -                                                                       | Cap:A. Altobelli                                                      |
| 10-6-1987                                                             | Zurigo                                                                | Italia                                                                | 3 – 1                                                                 | Argentina                                                             | Amichevole                                                            | Fernando De Napoli Gianluca Vialli autorete                             | Cap:A. Altobelli                                                      |
| 23-9-1987                                                             | Pisa                                                                  | Italia                                                                | 1 – 0                                                                 | Jugoslavia                                                            | Amichevole                                                            | Alessandro Altobelli                                                    | Cap:A. Cabrini                                                        |
| 17-10-1987                                                            | Berna                                                                 | Svizzera                                                              | 0 – 0                                                                 | Italia                                                                | Qual. Euro 1988                                                       | -                                                                       | Cap:A. Cabrini                                                        |
| 14-11-1987                                                            | Napoli                                                                | Italia                                                                | 2 – 1                                                                 | Svezia                                                                | Qual. Euro 1988                                                       | 2 Gianluca Vialli                                                       | Cap:A. Altobelli                                                      |
| 5-12-1987                                                             | Milano                                                                | Italia                                                                | 3 – 0                                                                 | Portogallo                                                            | Qual. Euro 1988                                                       | Luigi De Agostini Giuseppe Giannini Gianluca Vialli                     | Cap:A. Altobelli                                                      |
| 20-2-1988                                                             | Bari                                                                  | Italia                                                                | 4 – 1                                                                 | Unione Sovietica                                                      | Amichevole                                                            | 2 Gianluca Vialli Franco Baresi Giuseppe Bergomi                        | Cap:G. Bergomi                                                        |
| 31-3-1988                                                             | Spalato                                                               | Jugoslavia                                                            | 1 – 1                                                                 | Italia                                                                | Amichevole                                                            | Gianluca Vialli                                                         | Cap:G. Bergomi                                                        |
| 27-4-1988                                                             | Lussemburgo                                                           | Lussemburgo                                                           | 0 – 3                                                                 | Italia                                                                | Amichevole                                                            | Giuseppe Bergomi Luigi De Agostini Riccardo Ferri                       | Cap:G. Bergomi                                                        |
| 4-6-1988                                                              | Brescia                                                               | Italia                                                                | 0 – 1                                                                 | Galles                                                                | Amichevole                                                            | -                                                                       | Cap:G. Bergomi                                                        |
| 10-6-1988                                                             | Düsseldorf                                                            | Germania Ovest                                                        | 1 – 1                                                                 | Italia                                                                | Euro 1988 - 1º turno                                                  | Roberto Mancini                                                         | Cap:G. Bergomi                                                        |
| 14-6-1988                                                             | Francoforte                                                           | Italia                                                                | 1 – 0                                                                 | Spagna                                                                | Euro 1988 - 1º turno                                                  | Gianluca Vialli                                                         | Cap:G. Bergomi                                                        |
| 17-6-1988                                                             | Colonia                                                               | Italia                                                                | 2 – 0                                                                 | Danimarca                                                             | Euro 1988 - 1º turno                                                  | Alessandro Altobelli Luigi De Agostini                                  | Cap:G. Bergomi                                                        |
| 22-6-1988                                                             | Stoccarda                                                             | Unione Sovietica                                                      | 2 – 0                                                                 | Italia                                                                | Euro 1988 - Semifinale                                                | -                                                                       | Cap:G. Bergomi                                                        |
| 19-10-1988                                                            | Pescara                                                               | Italia                                                                | 2 – 1                                                                 | Norvegia                                                              | Amichevole                                                            | Riccardo Ferri Giuseppe Giannini                                        | Cap:G. Bergomi                                                        |
| 16-11-1988                                                            | Roma                                                                  | Italia                                                                | 1 – 0                                                                 | Paesi Bassi                                                           | Amichevole                                                            | Gianluca Vialli                                                         | Cap:G. Bergomi                                                        |
| 22-12-1988                                                            | Perugia                                                               | Italia                                                                | 2 – 0                                                                 | Scozia                                                                | Amichevole                                                            | Nicola Berti Giuseppe Giannini                                          | Cap:G. Bergomi                                                        |
| 22-2-1989                                                             | Pisa                                                                  | Italia                                                                | 1 – 0                                                                 | Danimarca                                                             | Amichevole                                                            | Giuseppe Bergomi                                                        | Cap:G. Bergomi                                                        |
| 25-3-1989                                                             | Vienna                                                                | Austria                                                               | 0 – 1                                                                 | Italia                                                                | Amichevole                                                            | Nicola Berti                                                            | Cap:G. Bergomi                                                        |
| 29-3-1989                                                             | Sibiu                                                                 | Romania                                                               | 1 – 0                                                                 | Italia                                                                | Amichevole                                                            | -                                                                       | Cap:G. Bergomi                                                        |
| 22-4-1989                                                             | Verona                                                                | Italia                                                                | 1 – 1                                                                 | Uruguay                                                               | Amichevole                                                            | Roberto Baggio                                                          | Cap:G. Bergomi                                                        |
| 26-4-1989                                                             | Taranto                                                               | Italia                                                                | 4 – 0                                                                 | Ungheria                                                              | Amichevole                                                            | Nicola Berti Andrea Carnevale Riccardo Ferri Gianluca Vialli            | Cap:G. Vialli                                                         |
| 20-9-1989                                                             | Cesena                                                                | Italia                                                                | 4 – 0                                                                 | Bulgaria                                                              | Amichevole                                                            | 2 Roberto Baggio Andrea Carnevale autorete                              | Cap:G. Bergomi                                                        |
| 14-10-1989                                                            | Bologna                                                               | Italia                                                                | 0 – 1                                                                 | Brasile                                                               | Amichevole                                                            | -                                                                       | Cap:G. Bergomi                                                        |
| 11-11-1989                                                            | Vicenza                                                               | Italia                                                                | 1 – 0                                                                 | Algeria                                                               | Amichevole                                                            | Aldo Serena                                                             | Cap:G. Bergomi                                                        |
| 15-11-1989                                                            | Londra                                                                | Inghilterra                                                           | 0 – 0                                                                 | Italia                                                                | Amichevole                                                            | -                                                                       | Cap:G. Bergomi                                                        |
| 21-12-1989                                                            | Cagliari                                                              | Italia                                                                | 0 – 0                                                                 | Argentina                                                             | Amichevole                                                            | -                                                                       | Cap:G. Bergomi                                                        |
| 21-2-1990                                                             | Rotterdam                                                             | Paesi Bassi                                                           | 0 – 0                                                                 | Italia                                                                | Amichevole                                                            | -                                                                       | Cap:G. Bergomi                                                        |
| 31-3-1990                                                             | Basilea                                                               | Svizzera                                                              | 0 – 1                                                                 | Italia                                                                | Amichevole                                                            | Luigi De Agostini                                                       | Cap:G. Bergomi                                                        |
| 9-6-1990                                                              | Roma                                                                  | Italia                                                                | 1 – 0                                                                 | Austria                                                               | Mondiali 1990 - 1º turno                                              | Salvatore Schillaci                                                     | Cap:G. Bergomi                                                        |
| 14-6-1990                                                             | Roma                                                                  | Italia                                                                | 1 – 0                                                                 | Stati Uniti                                                           | Mondiali 1990 - 1º turno                                              | Giuseppe Giannini                                                       | Cap:G. Bergomi                                                        |
| 19-6-1990                                                             | Roma                                                                  | Italia                                                                | 2 – 0                                                                 | Cecoslovacchia                                                        | Mondiali 1990 - 1º turno                                              | Roberto Baggio Salvatore Schillaci                                      | Cap:G. Bergomi                                                        |
| 25-6-1990                                                             | Roma                                                                  | Italia                                                                | 2 – 0                                                                 | Uruguay                                                               | Mondiali 1990 - Ottavi di finale                                      | Salvatore Schillaci Aldo Serena                                         | Cap:G. Bergomi                                                        |
| 30-6-1990                                                             | Roma                                                                  | Italia                                                                | 1 – 0                                                                 | Irlanda                                                               | Mondiali 1990 - Quarti di finale                                      | Salvatore Schillaci                                                     | Cap:G. Bergomi                                                        |
| 3-7-1990                                                              | Napoli                                                                | Argentina                                                             | 1 – 1 dts (4-3 dtr)                                                   | Italia                                                                | Mondiali 1990 - Semifinale                                            | Salvatore Schillaci                                                     | Cap:G. Bergomi                                                        |
| 7-7-1990                                                              | Bari                                                                  | Italia                                                                | 2 – 1                                                                 | Inghilterra                                                           | Mondiali 1990 - Finale 3º-4º posto                                    | Roberto Baggio Salvatore Schillaci                                      | Cap:G. Bergomi 3º posto                                               |
| 26-9-1990                                                             | Palermo                                                               | Italia                                                                | 1 – 0                                                                 | Paesi Bassi                                                           | Amichevole                                                            | Roberto Baggio                                                          | Cap:G. Bergomi                                                        |
| 17-10-1990                                                            | Budapest                                                              | Ungheria                                                              | 1 – 1                                                                 | Italia                                                                | Qual. Euro 1992                                                       | Roberto Baggio                                                          | Cap:G. Bergomi                                                        |
| 3-11-1990                                                             | Roma                                                                  | Italia                                                                | 0 – 0                                                                 | Unione Sovietica                                                      | Qual. Euro 1992                                                       | -                                                                       | Cap:F. Baresi                                                         |
| 22-12-1990                                                            | Limassol                                                              | Cipro                                                                 | 0 – 4                                                                 | Italia                                                                | Qual. Euro 1992                                                       | 2 Aldo Serena Attilio Lombardo Pietro Vierchowod                        | Cap:G. Bergomi                                                        |
| 13-2-1991                                                             | Terni                                                                 | Italia                                                                | 0 – 0                                                                 | Belgio                                                                | Amichevole                                                            | -                                                                       | Cap:F. Baresi                                                         |
| 1-5-1991                                                              | Salerno                                                               | Italia                                                                | 3 – 1                                                                 | Ungheria                                                              | Qual. Euro 1992                                                       | 2 Roberto Donadoni Gianluca Vialli                                      | Cap:F. Baresi                                                         |
| 5-6-1991                                                              | Oslo                                                                  | Norvegia                                                              | 2 – 1                                                                 | Italia                                                                | Qual. Euro 1992                                                       | Salvatore Schillaci                                                     | Cap:F. Baresi                                                         |
| 12-6-1991                                                             | Malmö                                                                 | Italia                                                                | 2 – 0 dts                                                             | Danimarca                                                             | Scania Cup                                                            | Ruggiero Rizzitelli Gianluca Vialli                                     | Cap:G. Bergomi                                                        |
| 16-6-1991                                                             | Stoccolma                                                             | Italia                                                                | 1 – 1 dts (3-2 dtr)                                                   | Unione Sovietica                                                      | Scania Cup                                                            | Giuseppe Giannini                                                       | Cap:F. Baresi                                                         |
| 25-9-1991                                                             | Sofia                                                                 | Bulgaria                                                              | 2 – 1                                                                 | Italia                                                                | Amichevole                                                            | Giuseppe Giannini                                                       | Cap:F. Baresi                                                         |
| 12-10-1991                                                            | Mosca                                                                 | Unione Sovietica                                                      | 0 – 0                                                                 | Italia                                                                | Qual. Euro 1992                                                       | -                                                                       | Cap:F. Baresi                                                         |
| Totale                                                                |                                                                       | Presenze                                                              | 54                                                                    |                                                                       | Reti                                                                  | 76                                                                      |                                                                       |

## Palmarès

### Giocatore

#### Club
- Campionato italiano di Serie B: 2

L.R. Vicenza: 1954-1955
Brescia: 1964-1965

### Allenatore

#### Individuale
- Seminatore d'oro: 1

1986
- Panchina d'oro alla carriera: 1

1991